# Skønheden og udyret (film fra 1991)
 For alternative betydninger, se Skønheden og udyret (flertydig). (Se også artikler, som begynder med Skønheden og udyret)
Skønheden og udyret er en amerikansk Disney-tegnefilm fra 1991, om den smukke Belle, der bliver holdt fanget af frygteligt monster. Den markerede sig bl.a. med en nyskabende brug af computergrafik, vandt to Oscars for bedste musik og bedste sang, og er desuden den første (og hidtil eneste) animerede film, der er blevet nomineret til en Oscar for bedste film.
Filmen er baseret på et gammelt fransk eventyr blot tilføjet en mængde Disney-humor, Broadway-sange og Hollywood-ramasjang. Skildringen af Belle er stærkt inspireret af Katharine Hepburn i filmen Little Women (1933), mens andre ting er inspireret af Jean Cocteaus film Skønheden og udyret (1946).

## Handling
Ligesom i Jean Cocteau-filmen hedder den kvindelige hovedperson Belle. Faderen hedder Maurice og er opfinder. De bor i en landsby i Frankrig, men Belle synes ikke, hun passer ind i landsbylivet. Hun er smuk, meget selvstændig og viljestærk. Modsat de fleste andre i landsbyen holder hun utroligt meget af at læse. I skovene et stykke væk fra landsbyen, bor Udyret på et forhekset slot, hvor alt inventaret og alle menneskene er blevet forvandlede. Eksempelvis er tjenere og kokkepiger blevet forvandlet til levende tepotter og lysestager, som indtager en ikke uvæsentlig rolle i filmen. Denne forbandelses skyldes, at Udyret engang – da han endnu var menneske – afviste en gammel tiggerkone, der så viste sig at være en smuk troldkvinde. For at lære ham at elske og ikke dømme på det ydre, forheksede hun slottet. Betingelsen for at kunne blive menneske igen var, at han før sit 21. år måtte lære at elske og blive elsket. Hun gav ham en magisk rose, som ville visne, hvis han ikke opnåede at lære kærligheden at kende, og rosens visnen ville dermed besegle hans skæbne. I Disney-versionen findes også en skurk – Belles bejler Gaston, en brutal og selvglad bølle, der i slutningen kæmper med Udyret og næsten slår ham ihjel, før han selv styrter i døden fra et af slottets tårne. Herefter følger Disney-versionen det traditionelle eventyr, hvor skønheden Belle beder for udyrets liv. I sidste øjeblik, kort før den magiske rose endeligt visner, hæves forbandelsen, og derefter forvandles Udyret atter tilbage til den smukke prins, han engang var.

## Medvirkende
| Rolle           | Engelsk version    | Dansk version           |
| --------------- | ------------------ | ----------------------- |
| Belle           | Paige O'Hara       | Louise Fribo            |
| Udyret          | Robby Benson       | Mikael Birkkjær         |
| Lymiere         | Jerry Orbach       | Preben Kristensen       |
| Kloksworth      | David Ogden Stiers | John Hahn-Petersen      |
| Mrs. Potts      | Angela Lansbury    | Kirsten Cenius          |
| Gaston          | Richard White      | Per Høyer               |
| Maurice         | Rex Everhart       | Poul Bundgaard          |
| LeFou           | Jesse Corti        | Jess Ingerslev          |
| Dr. Grumme      | Tony Jay           | Kjeld Nørgaard          |
| Tante Garderobe | Jo Anne Worley     | Judith Rothenborg       |
| Frk Fjerkost    | Kimmy Robertson    | Michelle Bjørn-Andersen |
| Chip            | Bradley Pierce     | Daniel Kellermann       |
| Boghandler      | Alvin Epstein      | Lars Thiesgaard         |
| Fortæller       | David Ogden Stiers | Nis Bank-Mikkelsen      |

## Efterliv
Disneys tegnefilm, der i forvejen var meget Broadway-agtig i sin musikstil, blev flere år senere omarbejdet til en populær teatermusical, der har høstet stor succes bl.a. på Broadway. I Danmark har den været opført på Det Ny Teater. I starten af 2008 blev musicalen sat op af Herning Kongrescenter.
Der er også lavet to tegnefilms-fortsættelser, som blev udsendt direkte på video:
- Beauty and the Beast: The Enchanted Christmas (Skønheden og udyret: Den fortryllede jul) (1997)
- Belle's Magical World (1998)

Siden fulgte tv-serien Sing Me a Story with Belle (1999).
I 2002 udsendte Disney en ny version af den oprindelige tegnefilm. Den største ændring heri var en ny sekvens med sangen Human Again, der blev skrevet til filmen, men oprindeligt blev skåret fra, da skaberne mente, at der var for stor koncentration af sange i den del af filmen. I mellemtiden har sangen været en del af teaterversionen.